# Burley (Rutland)
Burley – wieś w Anglii, w hrabstwie Rutland. Leży 3 km na północny wschód od miasta Oakham i 136 km na północ od Londynu. W 2001 miejscowość liczyła 577 mieszkańców.